# プリーストフィールド・スタジアム
プリーストフィールド・スタジアム (Priestfield Stadium or Priestfield, スポンサー名を冠する場合には、MEMS Priestfield Stadiumとなる)は、イングランド, ケント州, メドウェイ, ジリンガムにあるスタジアム。ジリンガムFCのホームスタジアムとなっている。収容人数は11,582人。2007年から2010年まではKRBSがスポンサーとなりKRBS Priestfield Stadiumと呼ばれていた。

## 概要
ジリンガムFCのホームスタジアムだが、1997年から1999年までの期間にブライトン・アンド・ホーヴ・アルビオンFCが一時的に使用していた。

## 入場者数

### 平均入場者数
- 2010-2011:
- 2009-2010: 6,335 (フットボールリーグ1)
- 2008-2009: 5,307 (フットボールリーグ2)
- 2007-2008: 6,077 (フットボールリーグ1)
- 2006-2007: 6,282 (フットボールリーグ1)
- 2005-2006: 6,665 (フットボールリーグ1)
- 2004-2005: 8,528 (チャンピオンシップ)

### 最多入場者数
- 23,002 (FAカップ 3回戦) ジリンガム v QPR, 1948.1.10
- 11,418 (フットボールリーグ1) ジリンガム v ウェストハム, 2003.9.20 (全面座席改修後)